# Fenerbahçe SK (futbol)
|  | Per a altres significats, vegeu «Fenerbahçe (desambiguació)». |

El Fenerbahçe Spor Kulübü és un club de futbol de la ciutat d'Istanbul a Turquia. Forma part del club poliesportiu Fenerbahçe Spor Kulübü que té la seu al districte de Kadıköy, i rep el seu nom del barri de Fenerbahçe (AFI /feˈnɛrbaht͡ʃe/). La secció de futbol és la més important del club.

## Palmarès

### Internacional
- Copa Balcànica de clubs:
  -  Guanyadors (1): 1966-67

### Domèstic

#### Campionat turc
- Campionat turc de futbol
  -  Guanyadors (3): 1933, 1935, 1944
  - Finalistes (2): 1940, 1947
- Lliga Nacional turca de futbol:
  -  Guanyadors (6): 1936-37, 1939-40, 1942-43, 1944-45, 1945-46, 1949-50
  -  Finalistes (2): 1943-44, 1946-47
- Lliga turca de futbol:
  -  Guanyadors (19): 1959, 1960-61, 1963-64, 1964-65, 1967-68, 1969-70, 1973-74, 1974-75, 1977-78, 1982-83, 1984-85, 1988-89, 1995-96, 2000-01, 2003-04, 2004-05, 2006-07, 2010-11, 2013–14
  - Finalistes (24): 1959–60, 1961–62, 1966–67, 1970–71, 1972–73, 1975–76, 1976–77, 1979–80, 1983–84, 1989–90, 1991–92, 1993–94, 1997–98, 2001–02, 2005–06, 2007–08, 2009–10, 2011–12, 2012–13, 2014–15, 2015–16, 2017–18, 2021–22, 2022–23

#### Altres competicions
- Copa turca de futbol
  -  Guanyadors (7): 1967–68, 1973–74, 1978–79, 1982–83, 2011–12, 2012–13, 2022–23
  -  Finalistes (11): 1962–63, 1964–65, 1988–89, 1995–96, 2000–01, 2004–05, 2005–06, 2008–09, 2009–10, 2015–16, 2017–18
- Supercopa turca de futbol
  -  Guanyadors (9): 1968, 1973, 1975, 1984, 1985, 1990, 2007, 2009, 2014
  -  Finalistes (9): 1970, 1974, 1978, 1979, 1983, 1989, 1996, 2012, 2013
- Copa del Primer Ministre turca de futbol
  -  Guanyadors (8): 1944-45, 1945-46, 1949-50, 1972-73, 1979-80, 1988-89, 1992-93, 1997-98
  -  Finalistes (7): 1943-44, 1970-71, 1975-76, 1976-77, 1991-92, 1993-94, 1994-95
- Copa TSYD
  -  Guanyadors (12): 1969-70, 1973-74, 1975-76, 1976-77, 1978-79, 1979-80, 1980-81, 1982-83, 1985-86, 1986 -87, 1994-95, 1995-96
- Copa Atatürk
  -  Guanyadors (2): 1963-1964, 1998
- Lliga de futbol d'Istanbul
  -  Guanyadors (16): 1911-12, 1913-14, 1914-15, 1920-21, 1922-23, 1929-30, 1932-33, 1934-35, 1935-36, 1936 -37, 1943-44, 1946-47, 1947-48, 1952-53, 1956-57, 1958-59
  - Finalistes (18) 1915-16, 1917-18, 1921-22, 1925-26, 1926-27, 1928-29, 1930-31, 1933-34, 1937-38, 1938-39, 1939-40, 1940-41, 1942-43, 1944-45, 1945-46, 1949-50, 1955-56, 1957-58
- Copa Istanbul:
  -  Guanyadors (1): 1945
- Istanbul Şildi
  -  Guanyadors (4): 1930, 1934, 1938, 1939
- Copa Spor-Toto
  -  Guanyadors (1): 1967
- Copa Donanma
  -  Guanyadors (4): 1982, 1983, 1984, 1985

## Presidents
de la web oficial
| - 1907–1908 N. Ziya Songülen - 1908–1909 Ayetullah Bey - 1909–1910 Tevfik H. Taşçı - 1911–1912 O. Fuat Efendi - 1912–1914 H. Hüsnü Kayacan - 1914–1915 Hulusi Salih Paşa (Salih Hulusi Kezrak) - 1915–1916 M. Sabri Toprak - 1916–1918 Dr. Nazım Bey - 1918–1919 İ. A. Nuri Sekizinci | - 1920–1923 Ömer Faruk Efendi - 1924–1927 Nasuhi Baydar - 1928–1932 M. Menemencioğlu - 1932–1933 Sait S. Cihanoğlu - 1933–1934 Hayri Celal Atamer - 1934–1950 Şükrü Saracoğlu - 1950–1951 Ali M. Hacıbekir - 1951–1953 O. Kavrakoğlu - 1953–1954 Bedii Yazıcı - 1955–1957 Zeki Rıza Sporel | - 1958–1959 Agah Erozan - 1960–1960 Medeni Berk - 1960–1961 Hasan Kamil Sporel - 1961–1962 Razi Trak - 1962–1966 İsmet Uluğ - 1966–1974 Faruk Ilgaz - 1974–1976 Emin Cankurtaran - 1976–1980 Faruk Ilgaz - 1980–1981 Razi Trak - 1981–1983 Ali Şen | - 1983–1984 Faruk Ilgaz - 1984–1986 Fikret Arıcan - 1986–1989 Tahsin Kaya - 1989–1993 Metin Aşık - 1993–1994 Güven Sazak - 1994–1994 Hasan Özaydın - 1994–1998 Ali Şen - 1998— Aziz Yıldırım |

## Entrenadors

Antic uniforme del club

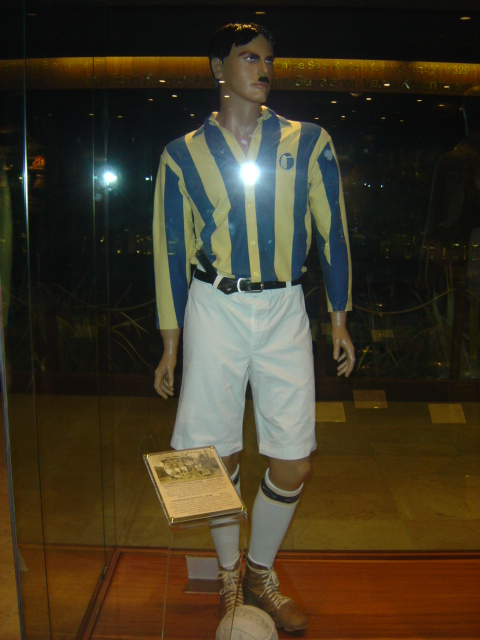
Rèplica d'un antic uniforme del club.

| Temporada | Nom                                          | País |
| --------- | -------------------------------------------- | ---- |
| 1907-1911 | Dalaklı Hüseyin                              |      |
| 1911-1915 | Galip Kulaksızoğlu                           |      |
| 1915-1921 | Fuat Hüsnü Kayacan                           |      |
| 1921-1924 | Mustafa Elkatipzade                          |      |
| 1924-1926 | Sami Coşar                                   |      |
| 1926-1929 | Hikmet Mocuk                                 |      |
| 1929-1932 | Necmettin Cakan                              |      |
| 1932-1935 | Josef Svenk                                  |      |
| 1935-1938 | James Elliot                                 |      |
| 1938-1939 | Josef Svenk                                  |      |
| 1939-1941 | G. Nemetz                                    |      |
| 1941-1944 | John Prayer                                  |      |
| 1945-1947 | Fikret Arıcan                                |      |
| 1947-1948 | Miço Dimitropulos                            |      |
| 1948-1949 | Cihat Arman                                  |      |
| 1949-1951 | Peter Molley                                 |      |
| 1951-1951 | James Mc.Cormick                             |      |
| 1951-1953 | Lazslo Szekelly                              |      |
| 1953-1955 | Zarko Mihailovic                             |      |
| 1955-1955 | Imre Markos                                  |      |
| 1955-1956 | Fikret Arıcan                                |      |
| 1956-1957 | Laszlo Szekelly                              |      |
| 1957-1959 | Ignace Molnar                                |      |
| 1959-1960 | Mehmet Reşat Nayır                           |      |
| 1960-1961 | Laszlo Szekelly                              |      |
| 1961-1962 | Necdet Erdem                                 |      |
| 1962-1964 | Miroslav Kokotovic                           |      |
| 1964-1965 | Oscar Hold                                   |      |
| 1965-1966 | Necdet Erdem                                 |      |
| 1966-1967 | Abdullah Gegic                               |      |
| 1967-1968 | Ignace Molnar                                |      |
| 1969-1970 | Traian Ionescu                               |      |
| 1970-1971 | Constantin Teasca                            |      |
| 1971-1972 | Sabri Kiraz                                  |      |
| 1972-1975 | Didi                                         |      |
| 1975-1976 | Abdullah Gegić                               |      |
| 1976-1976 | Ilie Datcu                                   |      |
| 1976-1976 | Nedim Günar                                  |      |
| 1976-1978 | Tomislav Kaleperovic                         |      |
| 1978-1979 | Necdet Niş                                   |      |
| 1979-1979 | Şükrü Ersoy                                  |      |
| 1979-1980 | Ziya Şengül                                  |      |
| 1980-1982 | Friedel Rausch                               |      |
| 1982-1982 | Enver Katip                                  |      |
| 1982-1984 | Branko Stanković                             |      |
| 1984-1985 | Todor Veselinović                            |      |
| 1985-1986 | Kálmán Mészöly                               |      |
| 1986-1986 | Ziya Şengül                                  |      |
| 1986-1987 | Branko Stanković                             |      |
| 1987-1988 | Yılmaz Yücetürk, Pál Csernai, Ercan Aktuna   |      |
| 1988-1990 | Todor Veselinović                            |      |
| 1990-1990 | Ömer Kaner                                   |      |
| 1990-1991 | Guus Hiddink, Erol Togay, Tınaz Tırpan       |      |
| 1991-1993 | Jozef Vengloš                                |      |
| 1993-1995 | Holger Osieck                                |      |
| 1995-1995 | Tomislav Ivić                                |      |
| 1995-1996 | Carlos Alberto Parreira                      |      |
| 1996-1997 | Sebastião Lazaroni, Todor Veselinović        |      |
| 1997-1998 | Otto Barić                                   |      |
| 1998-1999 | Joachim Löw                                  |      |
| 1999-2000 | Rıdvan Dilmen, Zdeněk Zeman, Turhan Sofuoğlu |      |
| 2000-2001 | Mustafa Denizli                              |      |
| 2001-2002 | Mustafa Denizli, Werner Lorant               |      |
| 2002-2003 | Werner Lorant, Oğuz Çetin, Tamer Güney       |      |
| 2003-2006 | Christoph Daum                               |      |
| 2006-2008 | Zico                                         |      |
| 2008-2009 | Luis Aragonés                                |      |
| 2009-2010 | Christoph Daum                               |      |
| 2010-2013 | Aykut Kocaman                                |      |
| 2013-2014 | Ersun Yanal                                  |      |
| 2014-2015 | İsmail Kartal                                |      |
| 2015-2016 | Vítor Pereira                                |      |
| 2016-2017 | Dick Advocaat                                |      |
| 2017-2018 | Aykut Kocaman                                |      |
| 2018-2018 | Phillip Cocu                                 |      |
| 2018-2018 | Erwin Koeman                                 |      |
| 2018-2020 | Ersun Yanal                                  |      |
| 2020-2020 | Tahir Karapınar                              |      |
| 2020-     | Erol Bulut                                   |      |

## Jugadors destacats
| - Cihat Arman - Lefter Küçükandonyadis - Burhan Sargın - Can Bartu - Cemil Turan - Selçuk Yula - Oğuz Çetin - Rıdvan Dilmen - Aykut Kocaman - Harald 'Toni' Schumacher - Tanju Çolak | - Brian Steen Nielsen - Elvir Baljic - Uche Okechukwu - Jay-Jay Okocha - Jes Høgh - Viorel Moldovan - Milan Rapaic - Dalian Atkinson - Kennet Andersson - Ariel Ortega | - Haim Revivo - Tuncay Şanlı - Washington Stecanela Cerqueira - Zoran Mirković - Pierre van Hooijdonk - Alexsandro de Souza - Nicolas Anelka - Stephen Appiah - Roberto Carlos |

- Alex de Souza
- Andre Santos